# 藤森栄一
藤森 栄一（ふじもり えいいち、1911年(明治44年)8月15日 - 1973年12月19日）は、日本の考古学者、諏訪考古学研究所所長、元長野県考古学会会長である。

## 経歴
この節の出典:
1911年長野県諏訪郡上諏訪町（現諏訪市）に生まれ、旧制諏訪中学校在学中に考古学に目覚め、両角守一、地理学教師三沢勝衛の指導を受けた。1929年に卒業後、上京、森本六爾の主宰する東京考古学会に入会、本格的に考古学の研究を始めた。森本六爾の死後は、杉原荘介、小林行雄らとともに東京考古学会の運営に携わった。
1936年東京で葦牙書房(あしかびしょぼう)を興し、同社で森本六爾の遺稿集である「日本農耕文化の起源」を出版した。
1943年出征、1946年復員の後、郷里諏訪に帰り、古書店「あしかび書房」を経営しながら、諏訪考古学研究所を立ち上げ、諏訪地方の遺跡を中心に発掘調査に当った。一方、諏訪神社研究、民俗学研究などにもかかわり、多くの論文、著書を発表した。これらの活動によって戸沢充則、松沢亜生、桐原健、宮坂光昭、武藤雄六（井戸尻考古館初代館長）ら数多い弟子を育成した。
また、考古学随筆集「かもしかみち」を出版。在野の考古学者として、考古学をやさしく解説した書物、調査を基本に推理と想像を働かせた多くの読み物を出版し、若い考古学者から一般愛好家まで考古学の興味を起こさせるため大きな貢献をした。
藤森は八ヶ岳山麓地域において打製石斧や磨石、石皿の出土が多いことに着目し、1950年に富士見町の井戸尻遺跡の調査結果を踏まえて提唱したのが「縄文農耕論」であり、縄文中期に中部地方高地で特異的に出土する有孔鍔付土器の使用目的については種子の貯蔵説を主張した。藤森の縄文農耕論の特徴は、稲籾などの自然遺物に頼ることなく、考古学の正道といわれる人工遺物の存在によって農耕を証明しようとしたことにある。(当時の一般的な縄文時代観では縄文時代の生業は狩猟採集のみに頼るものであったと考えられていたため縄文農耕説は存命中に評価を受けなかったが、近年はクリやドングリな堅果の管理栽培や雑穀栽培の可能性も指摘され、縄文遺跡から栽培作物やイネの遺物の出土・検出が相次いでおり、藤森の先見性が再評価されている。)
長野県考古学会会長を務めた。また、山岳有料道路、ビーナスラインの建設に際し、医師の青木正博らと旧御射山遺跡(もとみさやまいせき)や霧ヶ峰の自然保護運動に立ち上がったが、この経過は旧制諏訪中学の一級後輩で共に三沢勝衛に学んだ新田次郎著の小説「霧の子孫たち」に取り上げられている。
1973年に62歳で死去。死後、藤森の業績を記念して、民間の考古学研究者に対して与えられる「藤森栄一賞」が設けられた。また、現在も藤森栄一の志を継ぐ人々が諏訪考古学研究会を組織し、活発な活動が続けられている。
孫に群馬大学教授の藤森健太郎や北相木村考古博物館学芸員、考古学者の藤森英二がいる。
アニメーション界の巨匠、宮崎駿が自身の著書『出発点 1979~1996』で世界観を形成するにあたって、藤森栄一の縄文農耕論に深く影響を受けたことが265頁のインタビュー記事に記されている
。
生前に収集した資料は諏訪市博物館に寄贈され、「藤森栄一コーナー」として展示されている。
没後50年にあたる2023年、諏訪市博物館で11月18日から12月24日まで企画展「没後50年 考古学者 藤森栄一と諏訪の考古学」が開催された。

## 年譜
- 1929年　長野県立諏訪中学校（現長野県諏訪清陵高等学校）卒業
- 1933年　上京、東京考古学研究所開設に関わる
- 1936年　大阪へ就職、近畿地方、九州等の発掘、研究に従事
- 1941年　東京で葦牙書房開業
- 1942年　応召。中国、南方方面へ転戦
- 1946年　復員
- 1948年　帰郷。上諏訪駅前に、あしかび書房開業
- 1950年　諏訪考古学研究所設立
- 1964年　「銅鐸」が毎日出版文化賞受賞
- 1968年　長野県考古学会会長に就任、ビーナスライン自然保護運動に当たる
- 1971年　「心の灯」でサンケイ児童出版文化賞受賞
- 1973年　逝去

## 著書
- 『信濃諏訪地文古墳の地域的研究 考古学上よりしたる古墳墓立地の観方』伊藤書店 日本学術論叢 1944
- 『かもしかみち』葦牙書房 1946 のち学生社
- 『石器と土器の話』正続　蓼科書房 スクール文庫 1948-50
- 『銅鐸』学生社 1964
- 『井戸尻遺跡』中央公論美術出版 1965
- 『旧石器の狩人』学生社 1965
- 『諏訪大社』中央公論美術出版 1965
- 『古道』学生社 1966　『古道 古代日本人がたどったかもしかみちをさぐる』講談社学術文庫
- 『かもしかみち以後』学生社 1967
- 『二粒の籾』河出書房 1967
- 『宗門帳 小説』学生社 1969
- 『縄文式土器』中央公論美術出版 1969
- 『縄文の世界 古代の人と山河』講談社 1969
- 『石器と土器の話』学生社 1969
- 『蓼科の土笛』学生社 1969（短編集、剱岳の錫杖〈甲斐駒ヶ岳を開山した修験者小尾権三郎の研究〉等がある）
- 『考古学とともに 涙と笑いの奮戦記』講談社 1970
- 『信濃の美篶』学生社 1970
- 『縄文農耕』学生社 1970
- 『遥かなる信濃』学生社 1970（短編集、駒ヶ岳の二人〈甲斐駒ヶ岳を開山した修験者小尾権三郎の研究〉等がある）
- 『心の灯 考古学への情熱』筑摩書房 ちくま少年図書館 1971
- 『湖底 小説』学生社 1971
- 『新信濃風土記諏訪』信濃路 1971
- 『信州教育の墓標』学生社 1973
- 『縄文の八ケ岳』学生社 1973
- 『峠と路』学生社 1973
- 『日本人国記　長野県人』新人物往来社 1973
- 『森本六爾伝 弥生文化の発見史』河出書房新社 1973
- 『考古学・考古学者』学生社 1974
- 『藤森栄一の日記』学生社 1976
- 『藤森栄一全集』全15巻（学生社）
  - 第1巻 (かもしかみち)1978
  - 第2巻 (心の灯)1980
  - 第3巻 (古道)　1979
  - 第4巻 (蓼科の土笛)1982
  - 第5巻 (旧石器の狩人・二粒の籾)1979
  - 第6巻 (信州教育の墓標)1980
  - 第7巻 (石器と土器の話)1982
  - 第8巻 (縄文の八ケ岳)1984
  - 第9巻 (縄文農耕)1979
  - 第10巻 (銅鐸・弥生の時代　1983
  - 第11巻 (古墳の時代)1981
  - 第12巻 (旧石器・縄文の時代)1986
  - 第13巻 宗門帳 小説　1985
  - 第14巻 (諏訪神社) 1986
  - 第15巻 (考古学・考古学者)1985

### 共編著
- 『井戸尻 長野県富士見町における中期縄文遺跡群の研究』編 中央公論美術出版 1965
- 『信濃考古学散歩』桐原健共著 学生社 1968

### 共著
- 信濃考古学散歩（桐原建共著）　　　　　学生社

## 関連著作
- 2006年　藤森栄一を読む - 人間探究の考古学者　編著　諏訪考古学研究会